# اسکیو (میسیسیپی)
اسکیو (به انگلیسی: Askew) یک منطقهٔ مسکونی در ایالات متحده آمریکا است که در شهرستان پانولا، میسیسیپی واقع شده‌است. اسکیو ۶۱٫۸۸ متر بالاتر از سطح دریا واقع شده‌است.